# زايدة (زايدة)
زايدة هي إحدى مشيخات المملكة المغربية، تتبع جغرافيا لإقليم ميدلت وإداريًا لزايدة. يقدر عدد سكانها بـ 240 نسمة حسب الإحصاء الرسمي للسكان والسكنى لسنة 2004.